# 凹缘斑螟属
凹缘斑螟属（学名：Mesciniodes）为螟蛾科的一个属。

## 下属物种
本属包括以下物种：
- 闪烁凹缘斑螟 Mesciniodes micans Hampson, 1896